# 火星日食
火星日食是指在火星上观测到太阳被火星的卫星遮挡而形成的天文现象。火星的两颗卫星（火卫一和火卫二）比地球的卫星月亮小，减少了火星上发生日食的数量。

## 火衛一造成的火星日食

機會號拍攝的火衛一凌日

由於火衛一的體積小（平均半徑為11.27公里）和其快速的公轉，火星表面上觀測到日食不會長於三十秒。火衛一繞火星公轉一周僅7小時39.2分鐘，而火星的自轉週期為24小時37分鐘22秒，這意味著火衛一可以在一天（火星日）內形成兩次火星日食。火衛一引起的火星日食都是環食，因为火衛一不夠大，離火星也不夠近，因而無法形成全食。

## 火衛二造成的火星日食
火衛二太小（平均半徑約為6.2公里），也離火星太遠，以至於無法形成真正的日食。在火星上觀測所能見到火衛二所造成的日食，頂多就是一個小黑點橫越太陽盤面。

## 從地球觀測
兩顆衛星都太小，以至於無法在火星表面投射出足以從地球上觀測到的陰影。不過，在第一顆人造衛星進入火星軌道不久後，就在其傳送回地球的影像中看見火衛一的陰影了。其中有些照片是來自NASA所發射的火星探測漫遊者：機會號。